# Oeneis reinthali
Oeneis reinthali är en fjärilsart som beskrevs av Brown 1953. Oeneis reinthali ingår i släktet Oeneis och familjen praktfjärilar. Inga underarter finns listade i Catalogue of Life.